# NGC 1421
NGC 1421 (również PGC 13620) – galaktyka spiralna z poprzeczką (SBbc), znajdująca się w gwiazdozbiorze Erydanu. Odkrył ją William Herschel 1 lutego 1785 roku.